# Enicospilus antimena
Enicospilus antimena là một loài tò vò trong họ Ichneumonidae.